# Super-Châtel
Super-Châtel est le premier secteur skiable d'altitude créé à Châtel à 1625 m d'altitude en 1953. Il fait aujourd'hui partie du domaine des Portes du Soleil.

## Présentation
On s'y rend par télécabine depuis le village. Les nombreuses remontées mécaniques permettent de profiter des pistes de difficultés variables.
A départ de Super-Châtel, on peut se rendre dans les stations suisses de Torgon et Morgins.